# Shinagawa
Shinagawa (jap. 品川区 Shinagawa-ku) – jeden z 23 specjalnych okręgów (dzielnic) japońskiej stolicy, Tokio. Ma powierzchnię 22,84 km². W 2020 r. mieszkało w niej 422 795 osób, w 237 399 gospodarstwach domowych  (w 2010 r. 365 412 osób, w 196 350 gospodarstwach domowych).

## Współpraca
- Genewa, Szwajcaria
- Auckland, Nowa Zelandia
- Harbin, Chińska Republika Ludowa
- Hayakawa, Japonia
- Portland, Stany Zjednoczone